# 2012-es DTM-szezon
A 2012-es Deutsche Tourenwagen Masters-szezon volt a bajnokság tizenharmadik szezonja a sorozat 2000-es visszatérése óta. A 2012-es szezon volt az első, hogy az autók új műszaki előírások szerint futottak. 1993-as szereplése után visszatért a bajnokságba a BMW.
Ettől a szezontól kezdve a FIA-világbajnokságokon alkalmazott pontozási rendszer került bevezetésre. Az első tíz versenyző részesült a pontokban a következő eloszlásban: 25, 18, 15, 12, 10, 8, 6, 4, 2 és 1.

## Átigazolások
Csapatot váltók:
- A 2011-es bajnok Martin Tomczyk és a 2011-es bronzérmes Bruno Spengler a Team Phoenix és a HWA Team csapatokat elhagyva csatlakoztak a BMW-hez.

Új pilóták:
- A hosszú ideje a BMW gyári pilótáiként versenyző Andy Priaulx, Augusto Farfus, Dirk Werner és Joey Hand debütálnak a DTM-ben a BMW-vel.

## Csapatok és versenyzők
| Gyártó        | Autó                     | Csapat              | Rajtszám | Versenyző          | Versenyek |
| ------------- | ------------------------ | ------------------- | -------- | ------------------ | --------- |
| BMW           | BMW M3 DTM               | BMW Team RMG        | 1        | Martin Tomczyk     | Összes    |
| BMW           | BMW M3 DTM               | BMW Team RMG        | 2        | Joey Hand          | Összes    |
| BMW           | BMW M3 DTM               | BMW Team Schnitzer  | 7        | Bruno Spengler     | Összes    |
| BMW           | BMW M3 DTM               | BMW Team Schnitzer  | 8        | Dirk Werner        | Összes    |
| BMW           | BMW M3 DTM               | BMW Team RBM        | 15       | Andy Priaulx       | Összes    |
| BMW           | BMW M3 DTM               | BMW Team RBM        | 16       | Augusto Farfus     | Összes    |
| Audi          | Audi A5 DTM              | Abt Sportsline      | 3        | Mattias Ekström    | Összes    |
| Audi          | Audi A5 DTM              | Abt Sportsline      | 4        | Timo Scheider      | Összes    |
| Audi          | Audi A5 DTM              | Phoenix Racing      | 9        | Mike Rockenfeller  | Összes    |
| Audi          | Audi A5 DTM              | Phoenix Racing      | 10       | Miguel Molina      | Összes    |
| Audi          | Audi A5 DTM              | Audi Sport Team Abt | 17       | Rahel Frey         | Összes    |
| Audi          | Audi A5 DTM              | Audi Sport Team Abt | 18       | Adrien Tambay      | Összes    |
| Audi          | Audi A5 DTM              | Team Rosberg        | 21       | Edoardo Mortara    | Összes    |
| Audi          | Audi A5 DTM              | Team Rosberg        | 22       | Filipe Albuquerque | Összes    |
| Mercedes-Benz | DTM AMG Mercedes C-Coupé | HWA Team            | 5        | Jamie Green        | Összes    |
| Mercedes-Benz | DTM AMG Mercedes C-Coupé | HWA Team            | 6        | Ralf Schumacher    | Összes    |
| Mercedes-Benz | DTM AMG Mercedes C-Coupé | HWA Team            | 11       | Gary Paffett       | Összes    |
| Mercedes-Benz | DTM AMG Mercedes C-Coupé | HWA Team            | 12       | Christian Vietoris | Összes    |
| Mercedes-Benz | DTM AMG Mercedes C-Coupé | Mücke Motorsport    | 19       | David Coulthard    | Összes    |
| Mercedes-Benz | DTM AMG Mercedes C-Coupé | Mücke Motorsport    | 20       | Robert Wickens     | Összes    |
| Mercedes-Benz | DTM AMG Mercedes C-Coupé | Persson Motorsport  | 23       | Roberto Merhi      | Összes    |
| Mercedes-Benz | DTM AMG Mercedes C-Coupé | Persson Motorsport  | 24       | Susie Wolff        | Összes    |

## Versenynaptár és eredmények
Az előzetes versenynaptárat 2011. október 1-jén jelentették be.
| #  | Pálya                            | Dátum          | Pole pozíció     | Leggyorsabb kör  | Győztes versenyző           | Győztes csapat     | Győztes gyártó |
| -- | -------------------------------- | -------------- | ---------------- | ---------------- | --------------------------- | ------------------ | -------------- |
| 1  | Hockenheimring                   | Április 29.    | Mattias Ekström  | Jamie Green      | Gary Paffett                | HWA Team           | Mercedes-Benz  |
| 2  | EuroSpeedway Lausitz             | Május 6.       | Bruno Spengler   | Jamie Green      | Bruno Spengler              | BMW Team Schnitzer | BMW            |
| 3  | Brands Hatch, Kent               | Május 20.      | Gary Paffett     | Martin Tomczyk   | Gary Paffett                | HWA Team           | Mercedes-Benz  |
| 4  | Red Bull Ring, Spielberg         | Június 3.      | Edoardo Mortara  | Timo Scheider    | Edoardo Mortara             | Team Rosberg       | Audi           |
| 5  | Norisring, Nürnberg              | Július 1.      | Gary Paffett     | Jamie Green      | Jamie Green                 | HWA Team           | Mercedes-Benz  |
|    |                                  |                |                  |                  |                             |                    |                |
| NC | Showevent Olympiastadion München | Július 14-15.  | Gyártók versenye | Gyártók versenye | Jamie Green Ralf Schumacher | HWA Team           | Mercedes-Benz  |
| NC | Showevent Olympiastadion München | Július 14-15.  | Pilóták versenye | Pilóták versenye | Mattias Ekström             | Abt Sportsline     | Audi           |
|    |                                  |                |                  |                  |                             |                    |                |
| 6  | Nürburgring                      | Augusztus 19.  | Bruno Spengler   | Bruno Spengler   | Bruno Spengler              | BMW Team Schnitzer | BMW            |
| 7  | Circuit Park Zandvoort           | Augusztus 26.  | Timo Scheider    | Gary Paffett     | Edoardo Mortara             | Team Rosberg       | Audi           |
| 8  | Motorsport Arena Oschersleben    | Szeptember 16. | Bruno Spengler   | Roberto Merhi    | Bruno Spengler              | BMW Team Schnitzer | BMW            |
| 9  | Circuit Ricardo Tormo, Valencia  | Szeptember 30. | Augusto Farfus   | Bruno Spengler   | Augusto Farfus              | BMW Team RBM       | BMW            |
| 10 | Hockenheimring                   | Október 21.    | Augusto Farfus   | Gary Paffett     | Bruno Spengler              | BMW Team Schnitzer | BMW            |

## Bajnokság végeredménye

### Pontozási rendszer
Pontot az első tíz helyezett kap az alábbiak szerint:
| Helyezés | 1. | 2. | 3. | 4. | 5. | 6. | 7. | 8. | 9. | 10. |
| Pontok   | 25 | 18 | 15 | 12 | 10 | 8  | 6  | 4  | 2  | 1   |

### Versenyzők
| Helyezés | Versenyző          | HOC | LAU | BRH | RBR | NOR |    | OLY‡ | OLY‡ |     | NÜR | ZAN | OSC | VAL | HOC | Pontok |
| -------- | ------------------ | --- | --- | --- | --- | --- | -- | ---- | ---- | --- | --- | --- | --- | --- | --- | ------ |
| 1        | Bruno Spengler     | Ki  | 1   | 2   | Ki  | 3   | 5  | 3    | 1    | 6   | 1   | 6   | 1   | 149 |     |        |
| 2        | Gary Paffett       | 1   | 2   | 1   | 3   | 4   | 3  | 3    | 6    | 7   | 2   | Ki  | 2   | 145 |     |        |
| 3        | Jamie Green        | 2   | 4   | 8   | 5   | 1   | 1  | 2    | 4    | 4   | 3   | 10  | 4   | 121 |     |        |
| 4        | Mike Rockenfeller  | 5   | 13  | 3   | 7   | 6   | Nk | 5    | 5    | 2   | 6   | 5   | Ki  | 85  |     |        |
| 5        | Edoardo Mortara    | 11  | 8   | 9   | 1   | Ki  | Nk | 9    | 2    | 1   | Ki  | 16† | 6   | 82  |     |        |
| 6        | Mattias Ekström    | 3   | 5   | 5   | 4   | Ki  | 5  | 1    | 11   | 3   | 8   | 3   | Ki  | 81  |     |        |
| 7        | Augusto Farfus     | 15  | 3   | 11  | 10  | Ki  | 5  | 5    | 10   | 9   | 5   | 1   | 3   | 69  |     |        |
| 8        | Martin Tomczyk     | Ki  | 7   | 4   | 2   | 2   | Nk | 5    | 3    | Ki  | Ki  | Ki  | 14  | 69  |     |        |
| 9        | Dirk Werner        | 17  | 19  | 16  | Ki  | 10  | 4  | 17   | 12   | 8   | 4   | 9   | 5   | 29  |     |        |
| 10       | Adrien Tambay      | Ki  | 18  | 12  | Ki  | 15  | 2  | 9    | Ki   | 5   | 16  | 2   | Ki  | 28  |     |        |
| 11       | Filipe Albuquerque | 10  | 9   | 10  | 8   | 11  | Nk | 9    | 8    | 15† | 9   | 4   | 11  | 26  |     |        |
| 12       | Christian Vietoris | 4   | 11  | 6   | Ki  | 8   | 3  | 9    | 16   | Ki  | 12  | 12  | 10  | 25  |     |        |
| 13       | Andy Priaulx       | 6   | 17  | Ki  | Ki  | 7   | Nk | 17   | 19   | 13  | Ki  | 8   | 7   | 24  |     |        |
| 14       | Timo Scheider      | Ki  | 6   | Ki  | 6   | 16  | 2  | 17   | 9    | Ki  | 10  | Ki  | 12  | 19  |     |        |
| 15       | David Coulthard    | 8   | 12  | 15  | Ki  | 5   | Nk | 5    | 20   | Ki  | Ki  | 11  | Ki  | 14  |     |        |
| 16       | Robert Wickens     | 14  | 22† | 14  | 13  | 9   | Nk | 9    | 7    | Ki  | 7   | Ki  | Ki  | 14  |     |        |
| 17       | Ralf Schumacher    | 7   | 10  | 19  | 11  | Ki  | 1  | 17   | 13   | 10  | 13  | 14  | 9   | 10  |     |        |
| 18       | Miguel Molina      | 9   | 15  | 7   | Ki  | 12  | 5  | 9    | 15   | Ki  | 15  | Ki  | Ki  | 8   |     |        |
| 19       | Rahel Frey         | 16  | 20  | 18  | 15  | 17  | Nk | 9    | 14   | Ki  | Ki  | 7   | 16  | 6   |     |        |
| 20       | Joey Hand          | 13  | 14  | 13  | 9   | 14  | 4  | 9    | 18   | 14  | 11  | 15† | 8   | 6   |     |        |
| —        | Roberto Merhi      | 18  | 16  | 17  | 12  | 13  | Nk | 17   | Ki   | 11  | 14  | Ki  | 15  | —   |     |        |
| —        | Susie Wolff        | 12  | 21  | 20† | 14  | Ki  | Nk | 17   | 17   | 12  | Ki  | 13  | 13  | —   |     |        |
| Helyezés | Versenyző          | HOC | LAU | BRH | RBR | NOR |    | OLY‡ | OLY‡ |     | NÜR | ZAN | OSC | VAL | HOC | Pontok |

| Szín       | Eredmény                                          |
| ---------- | ------------------------------------------------- |
| Arany      | Győztes                                           |
| Ezüst      | 2. helyezett                                      |
| Bronz      | 3. helyezett                                      |
| Zöld       | Pontot szerzett                                   |
| Kék        | Pont nélkül vagy helyezetlenül ért célba (nc, hn) |
| Lila       | Nem ért célba (ret, ki)                           |
| Piros      | Nem kvalifikálta magát (dnq, nk)                  |
| Piros      | Nem előkvalifikálta magát (dnpq, nek)             |
| Fekete     | Diszkvalifikálták (dsq, kiz)                      |
| Szürke     | Eltiltott, más pilóta versenyzett helyette (et)   |
| Fehér      | Nem indult (dns, ni)                              |
| Világoskék | Pénteki tesztpilóta (td, tp)                      |
| Üres       | Visszalépett (vi)                                 |
| Üres       | Nem gyakorolt (dnp, ne)                           |
| Üres       | Beteg vagy sérült volt (inj, bet, sér, EÜ)        |
| Üres       | Kizárt (ex, kiz)                                  |
| Üres       | Nem érkezett meg (dna, nj)                        |
| Üres       | Törölt futam (T)                                  |

|}
Megjegyzések:
- † — A versenyző kiesett, de teljesítette a versenytáv 90%-át, ezért rangsorolva lett.
- ‡ — Ezen az eseményen nem osztanak pontokat, mert nem számít bele a bajnokságba.

### Csapatok
| Helyezés | Csapatok Versenyzők                                                  | Rajtszám | HOC | LAU | BRH | RBR | NOR |    | OLY‡ | OLY‡ |     | NÜR | ZAN | OSC | VAL | HOC | Pontok |
| -------- | -------------------------------------------------------------------- | -------- | --- | --- | --- | --- | --- | -- | ---- | ---- | --- | --- | --- | --- | --- | --- | ------ |
| 1        | BMW Team Schnitzer Bruno Spengler / Dirk Werner                      | 7        | Ki  | 1   | 2   | Ki  | 3   | 5  | 3    | 1    | 6   | 1   | 6   | 1   | 178 |     |        |
| 1        | BMW Team Schnitzer Bruno Spengler / Dirk Werner                      | 8        | 17  | 19  | 16  | Ki  | 10  | 4  | 17   | 12   | 8   | 4   | 9   | 5   | 178 |     |        |
| 2        | THOMAS SABO/Mercedes-Benz Bank AMG Gary Paffett / Christian Vietoris | 11       | 1   | 2   | 1   | 3   | 4   | 3  | 3    | 6    | 7   | 2   | Ki  | 2   | 170 |     |        |
| 2        | THOMAS SABO/Mercedes-Benz Bank AMG Gary Paffett / Christian Vietoris | 12       | 4   | 11  | 6   | Ki  | 8   | 3  | 9    | 16   | Ki  | 12  | 12  | 10  | 170 |     |        |
| 3        | Mercedes AMG Jamie Green / Ralf Schumacher                           | 5        | 2   | 4   | 8   | 5   | 1   | 1  | 2    | 4    | 4   | 3   | 10  | 4   | 131 |     |        |
| 3        | Mercedes AMG Jamie Green / Ralf Schumacher                           | 6        | 7   | 10  | 19  | 11  | Ki  | 1  | 17   | 13   | 10  | 13  | 14  | 9   | 131 |     |        |
| 4        | Audi Sport Team Rosberg Edoardo Mortara / Filipe Albuquerque         | 21       | 11  | 8   | 9   | 1   | Ki  | Nk | 9    | 2    | 1   | Ki  | 16† | 6   | 108 |     |        |
| 4        | Audi Sport Team Rosberg Edoardo Mortara / Filipe Albuquerque         | 22       | 10  | 9   | 10  | 8   | 11  | Nk | 9    | 8    | 15† | 9   | 4   | 11  | 108 |     |        |
| 5        | Audi Sport Team Abt Sportsline Mattias Ekström / Timo Scheider       | 3        | 3   | 5   | 5   | 4   | Ki  | 5  | 1    | 11   | 3   | 8   | 3   | Ki  | 100 |     |        |
| 5        | Audi Sport Team Abt Sportsline Mattias Ekström / Timo Scheider       | 4        | Ki  | 6   | Ki  | 6   | 16  | 2  | 17   | 9    | Ki  | 10  | Ki  | Ki  | 100 |     |        |
| 6        | BMW Team RBM Andy Priaulx / Augusto Farfus                           | 15       | 6   | 17  | Ki  | Ki  | 7   | Nk | 17   | 19   | 13  | Ki  | 8   | 7   | 93  |     |        |
| 6        | BMW Team RBM Andy Priaulx / Augusto Farfus                           | 16       | 15  | 3   | 11  | 10  | Ki  | 5  | 5    | 10   | 9   | 5   | 1   | 3   | 93  |     |        |
| 7        | Audi Sport Team Phoenix Mike Rockenfeller / Miguel Molina            | 9        | 5   | 13  | 3   | 7   | 6   | Nk | 5    | 5    | 2   | 6   | 5   | Ki  | 93  |     |        |
| 7        | Audi Sport Team Phoenix Mike Rockenfeller / Miguel Molina            | 10       | 9   | 15  | 7   | Ki  | 12  | 5  | 9    | 15   | Ki  | 15  | Ki  | Ki  | 93  |     |        |
| 8        | BMW Team RMG Martin Tomczyk / Joey Hand                              | 1        | Ki  | 7   | 4   | 2   | 2   | Nk | 5    | 3    | Ki  | Ki  | Ki  | 14  | 75  |     |        |
| 8        | BMW Team RMG Martin Tomczyk / Joey Hand                              | 2        | 13  | 14  | 13  | 9   | 14  | 4  | 9    | 18   | 14  | 11  | 15† | 8   | 75  |     |        |
| 9        | Audi Sport Team Abt Rahel Frey / Adrien Tambay                       | 17       | 16  | 20  | 18  | 15  | 17  | Nk | 9    | 14   | Ki  | Ki  | 7   | 16  | 34  |     |        |
| 9        | Audi Sport Team Abt Rahel Frey / Adrien Tambay                       | 18       | Ki  | 18  | 12  | Ki  | 15  | 2  | 9    | Ki   | 5   | 16  | 2   | Ki  | 34  |     |        |
| 10       | DHL Paket/stern Mercedes AMG David Coulthard / Robert Wickens        | 19       | 8   | 12  | 15  | Ki  | 5   | Nk | 5    | 20   | Ki  | Ki  | 11  | Ki  | 28  |     |        |
| 10       | DHL Paket/stern Mercedes AMG David Coulthard / Robert Wickens        | 20       | 14  | 22† | 14  | 13  | 9   | Nk | 9    | 7    | Ki  | 7   | Ki  | Ki  | 28  |     |        |
| —        | Junge Sterne/TV Spielfilm Mercedes AMG Roberto Merhi / Susie Wolff   | 23       | 18  | 16  | 17  | 12  | 13  | Nk | 17   | Ki   | 11  | 14  | Ki  | 15  | —   |     |        |
| —        | Junge Sterne/TV Spielfilm Mercedes AMG Roberto Merhi / Susie Wolff   | 24       | 12  | 21  | 20† | 14  | Ki  | Nk | 17   | 17   | 12  | Ki  | 13  | 13  | —   |     |        |
| Helyezés | Csapatok Versenyzők                                                  | Rajtszám | HOC | LAU | BRH | RBR | NOR |    | OLY‡ | OLY‡ |     | NÜR | ZAN | OSC | VAL | HOC | Pontok |

Megjegyzések:
- † — A versenyző kiesett, de teljesítette a versenytáv 90%-át, ezért rangsorolva lett.
- ‡ — Ezen az eseményen nem osztanak pontokat, mert nem számít bele a bajnokságba.

### Gyártók
| 1        | BMW           | 8   | 46  | 30  | 21  | 40  | 0    | 0    | 41  | 14  | 47  | 39  | 60  | 346    |
| 2        | Audi          | 28  | 24  | 34  | 55  | 8   | 0    | 0    | 34  | 68  | 15  | 61  | 8   | 335    |
| 3        | Mercedes-Benz | 65  | 31  | 37  | 25  | 53  | 0    | 0    | 26  | 19  | 39  | 1   | 33  | 329    |
| Helyezés | Gyártó        | HOC | LAU | BRH | RBR | NOR | OLY‡ | OLY‡ | NÜR | ZAN | OSC | VAL | HOC | Pontok |

Megjegyzések:
- ‡ — Ezen az eseményen nem osztanak pontokat, mert nem számít bele a bajnokságba.